# Imatidium
Imatidium is een geslacht van kevers uit de familie bladkevers (Chrysomelidae).
De wetenschappelijke naam van het geslacht werd in 1801 gepubliceerd door Johann Christian Fabricius.

## Soorten
- Imatidium acutungulum (Spaeth, 1923)
- Imatidium banghaasi (Spaeth, 1907)
- Imatidium buckleyi (Spaeth, 1929)
- Imatidium chalybeum (Boheman, 1850)
- Imatidium collare (Herbst, 1799)
- Imatidium compressum (Spaeth, 1923)
- Imatidium exiguum (Spaeth, 1923)
- Imatidium fallax (Spaeth, 1911)
- Imatidium nigrum (Wagener, 1881)
- Imatidium rufiventre (Boheman, 1850)
- Imatidium rufomarginatum (Boheman, 1850)
- Imatidium sublaevigatum (Spaeth, 1923)
- Imatidium thoracicum Fabricius, 1801
- Imatidium thoracicum Fabricius, 1801
- Imatidium validicorne (Spaeth, 1922)